# Kloster Assomption
Koordinaten: 46° 45′ 19,5″ N, 65° 26′ 24,7″ W

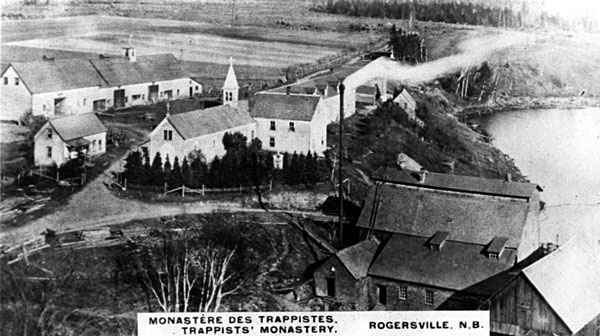
Trappistinnenkloster Rogersville (1920)

Kloster Assomption (lat. Abbatia Beate Mariae de Assumptione; franz. Abbaye Notre-Dame del'Assomption; engl. Assumption Abbey) ist eine kanadische Trappistinnenabtei in Rogersville (New Brunswick), Erzbistum Moncton.

## Geschichte
Als um 1900 in Frankreich die Auflösung der Klöster durch das Gesetz zur Trennung von Kirche und Staat drohte, emigrierte Kloster Lyon-Vaise 1904 nach Kanada und gründete Kloster Notre-Dame de l’Assomption (Aufnahme Mariens in den Himmel) in Rogersville, drei Kilometer entfernt vom 1902 gegründeten Trappistenkloster Calvaire, dessen Gemeinschaft die Baulichkeiten für die Nonnen  vorbereitet hatten. Nach Errichtung der Kirche 1922 wurde das Kloster 1928 in den Rang einer Abtei erhoben. Der derzeitige Konventbau wurde 1950 errichtet. 1970 kam ein Gästehaus dazu. Die Nonnen leben zum großen Teil von der Hostienherstellung.

## Oberinnen, Priorinnen und Äbtissinnen
- Marie Julie Pierron (1904–1921)
- Marie Joseph Barrieau (1921–1939; 1948–1960)
- Marie de Jésus Savoie (1939–1948)
- Marie Jeanne Richard (1960–1978)
- Jean-Marie Howe (1978–1999)
- Alfreda Gaudet (1999–2004)
- Rita Rodrigue (2004–2004)